# Lunohod–3

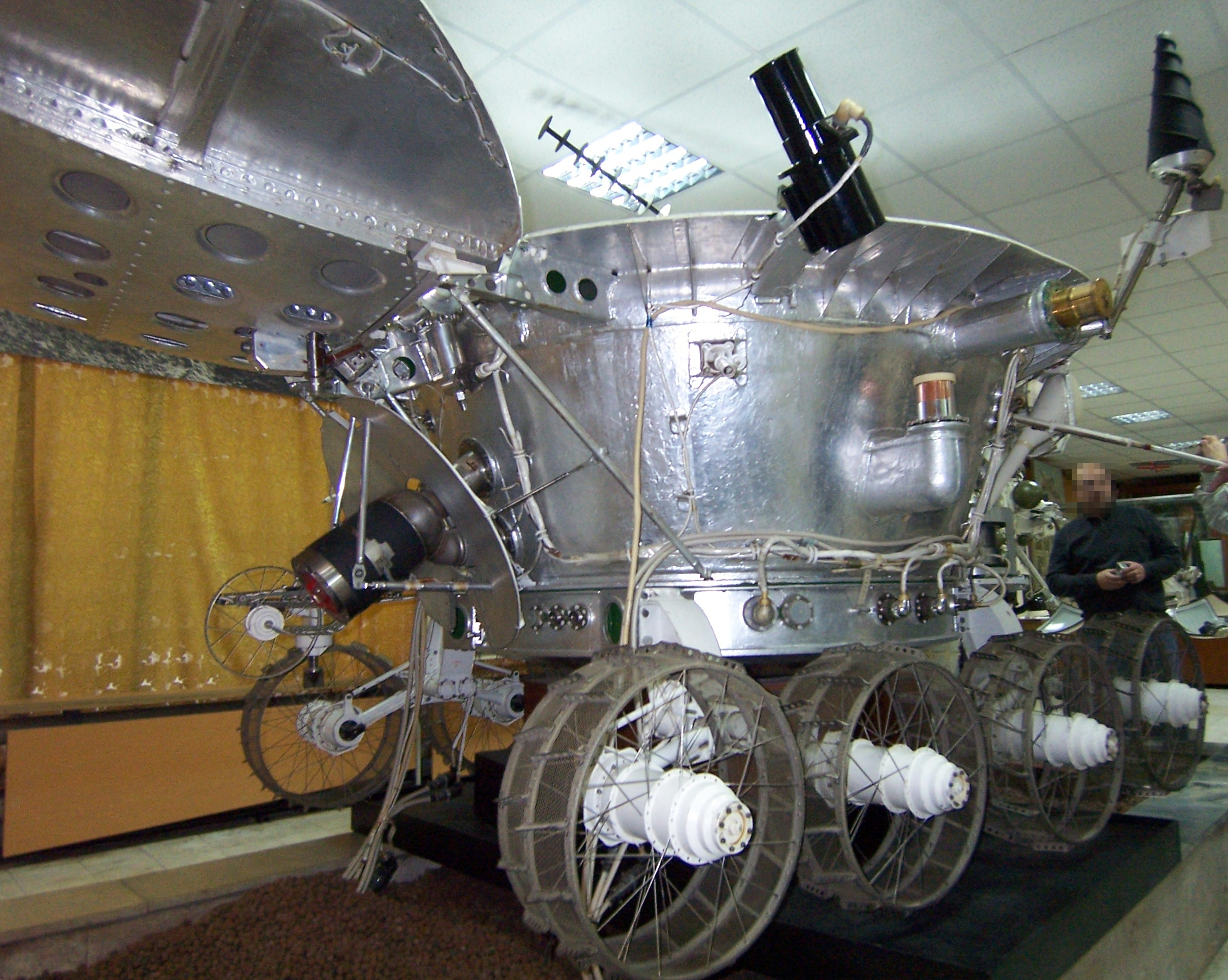
A Lunohod az NPO Lavocskin vállalat múzeumában

A Lunohod–3 a szovjet Luna-program keretében az ember alkotta harmadik automata. A holdjárművet a Hold felszínére kívánták juttatni. Az elmaradt felbocsátás helyett az űrkutatási múzeum ismeretterjesztést segítő bemutató példánya lett.

## Küldetés
Automatikus, helyzetváltoztató holdjárművel elősegíteni a Hold geológiai (anyagvizsgálat), mágnesezettségi, sugárterhelési és „időjárási” viszonyainak további tudományos megismerését.

## Jellemzői
Az NPO Lavocskin fejlesztette ki és építette meg.
1970. november 10-én a Lunohod–1-et, 1973. január 8-án a Lunohod–2-t juttatták a Hold felszínére.
Technikailag elkészült a modernizált Lunohod–3, megtervezték a Luna–25 szállítóeszköz és a jármű holdbeli programját. Televíziós rendszere háromdimenziós képeket tudott készíteni. Az űrjármű mozgását segítő, a közvetlen útvonalat vizsgáló kamerákon kívül két panorámakamerát magasabban helyeztek el panorámafelvételek készítése érdekében. A televíziós kamerák képeit a földi irányító központba továbbították. A földi tesztek befejezésével az űrjármű készen állt feladatának végrehajtására. Egyéb okok (pénzügyi, stratégiai) miatt nem történt meg az indítása.
A Luna–25 (E-8-5-205-, Луна-25) (oroszul: Hold) harmadik generációs szovjet automatikus holdszonda. A négylépcsős Proton-K/D hordozórakéta (8K78K) módosított változatát más űreszközök felbocsátására állították át.